# Jan Mikułowski
Jan Mikułowski (ur. 2 lipca 1931 w Krakowie) – polski koszykarz, występujący na pozycji obrońcy, piłkarz ręczny oraz asystent trenera koszykarskiej kadry Polski.
Wspólnie z Haliną Oszast jest współautorem podręcznika dla trenerów koszykówki, wydanego w 1976 roku. 
W 1981 roku wyemigrował do Szwecji, gdzie kontynuował pracę trenerską.

## Osiągnięcia
Zawodnicze
- Mistrz Polski (1954)
- 2-krotny wicemistrz Polski (1952, 1956)
- Brązowy medalista mistrzostw Polski (1957)
- Zdobywca Pucharu Polski (1952)
- Finalista Pucharu Polski (1953)
- Mistrz I Ogólnopolskiej Spartakiady Zrzeszeń (1951)

Trenerskie
- Mistrzostwo Polski (1964)
- 4-krotny wicemistrz Polski (1959, 1962, 1965, 1966)
- 2-krotny brązowy medalista mistrzostw Polski (1958, 1963)
- Uczestnik:
  - FIBA All-Star Game (1981)
  - mistrzostw Europy jako asystent trenera (1971)
- Mistrz Polski Juniorów (1962)